# Heri Joensen
Heri Joensen (Faeröers: ˈheːɹɪ ˈjoːɛnˌsɛn - 21 februari 1973, Tórshavn) is een Faeröerse zanger, gitarist en singer-songwriter. Hij is vooral bekend van de folkmetalband Týr en als oprichter en oud-lid van de symfonischemetalband Surma. De nummers op zijn soloalbum en op de albums van Týr zijn geïnspireerd op de Faeröerse cultuur.

## Biografie
Joensen werd geboren in Tórshavn, de hoofdstad van de Faeröer, maar groeide op in Toftir en Lambi. Op zijn veertiende leerde Joensen gitaar spelen en was vanaf zijn zeventiende actief in lokale bands. Daarop verhuisde hij naar Runavík.
Enige tijd later verhuisde Joensen naar Denemarken om een opleiding te starten. Daar ontmoette hij Kári Streymoy waarmee hij de band Týr oprichtte. Joensen was van plan om een studie Indo-Europese talen te doen, maar door zijn nieuwe band besloot hij een studie aan het Conservatorium van Kopenhagen te doen. Tussen 2000 en 2003 rondde hij achtereenvolgens gitaar-, zang- en muziektheoriestudies af.
In 2013 genoot Joensen een opleiding aan de Universiteit van de Faeröer om de Faeröerse taal en dito literatuur te studeren.
Joensen werd Luthers opgevoed, maar kreeg op latere leeftijd steeds meer kritiek op het christendom en is thans een atheïst en bestudeerder van paganistische mythologie.

## Instrumenten
Joensen bespeelt zowel een zevensnarige gitaar als een speciale gitaar ontworpen door Bjarnastein, een Faeröers bedrijf.

## Werk

### Týr
In 1998 richtte Joensen de band Týr op. Anno 2023 heeft de band acht albums uitgebracht.

### Surma
In 2016 richtte Joensen samen met zangeres Viktorie Surmová de band Surma op, die sinds 2018 actief is. In 2019 tekende de band een contract bij Metal Blade Records, waar Joensen al een contract had lopen omtrent zijn andere band, Týr. Hij heeft één album met de band uitgebracht. In 2022 verliet Joensen Surma om persoonlijke redenen.

### Solo
In 2013 bracht Joensen een soloalbum genaamd Heljareyga uit.

### Overig
Joensen heeft door de jaren heen enkele gastoptredens verzorgd, zoals een gitaarsolo op het nummer Barret's Privateers van de Schotse band Alestorm en aanvullende zang op het nummer From afar van Ensiferum (een eigen versie van het nummer Vandraren van de Zweedse band Nordman). Ook heeft hij enkele covers met Viktorie Surmová gemaakt voor haar YouTubekanaal en Patreonpagina, zoals een cover van Moonlight Shadow van Mike Oldfield en een cover van Get Lucky.
In april 2012 was Joensen te gast in een online-videodebat met Paul Watson voor de Animal Planet-serie Whale Wars. Joensen verdedigde in het debat de walvisjacht op de Faeröer. In september 2016 was Joensen nog steeds actief betrokken bij de plaatselijke walvisjacht. Vanwege zijn conflict daaromtrent met Paul Watson, gelastte Týr dat jaar optredens op verschillende Europese podia af.
Verder staat Joensen bekend om zijn taalvaardigheid: hij spreekt Faeröers, Deens, Noors, IJslands, Engels en Duits.
Ook is hij een terugkerende gast in de talkshow Tvístøða (Dilemma) van het Faeröerse radiostation R7. Hij heeft tevens de jingles van het programma gecomponeerd.

## Privéleven
Joensen had een tijdlang een relatie met zangeres Viktorie Surmová.
- MusicBrainz: a372b76c-08dc-4cd7-b7f3-c336f86966bb